# 金殷夏
金 殷夏（キム・ウナ、朝鮮語: 김은하、1923年7月24日 - 2003年4月20日）は、大韓民国の政治家。第6・7・8・9・10・11代大韓民国国会議員。本貫は慶州金氏。

## 経歴
京畿道仁川府（現・仁川広域市弥鄒忽区）に生まれた。東山高等学校を卒業した後、東国大学校政治学科に進学した。解放直後は右翼系の青年団体「仁川学生応援隊」の隊長として活動し、モスクワ三国外相会議の後に反託運動に積極的に参加した。東国大学在学中には他に全国学生連盟ソウル市委員長、京仁通学生学友会長、国防部政訓局仁川地区派遣隊調査隊長、郷土防衛隊副隊長などの活動をした。1953年から仁川市議会議員を務め、1963年11月26日の第6代総選挙での当選より5代にわたって大韓民国国会議員を務めた。また、新民党院内総務・政務委員・京畿道支部長、民主韓国党首席副総裁、統一民主党党務委員や、第11代国会においては国会副議長を歴任した。
2003年4月20日、病気により80歳で亡くなった。

## 学歴
- 東国大学校政治学科卒業

## 略歴
- 全国学生総連盟ソウル特別市連盟委員長
- 東洋通信京畿道支社長
- 初代仁川市議会議員
- 京畿道仁川体育会理事長
- 民政党京畿道支部副委員長
- 民主党京畿道第2地区党委員長
- 新民党交通逓信委員長
- 新民党政務委員及び政治訓練院長
- 新民党院内総務
- 民韓党創党準備委員長
- 民韓党副総裁
- 国会副議長